# Kornietova dolina

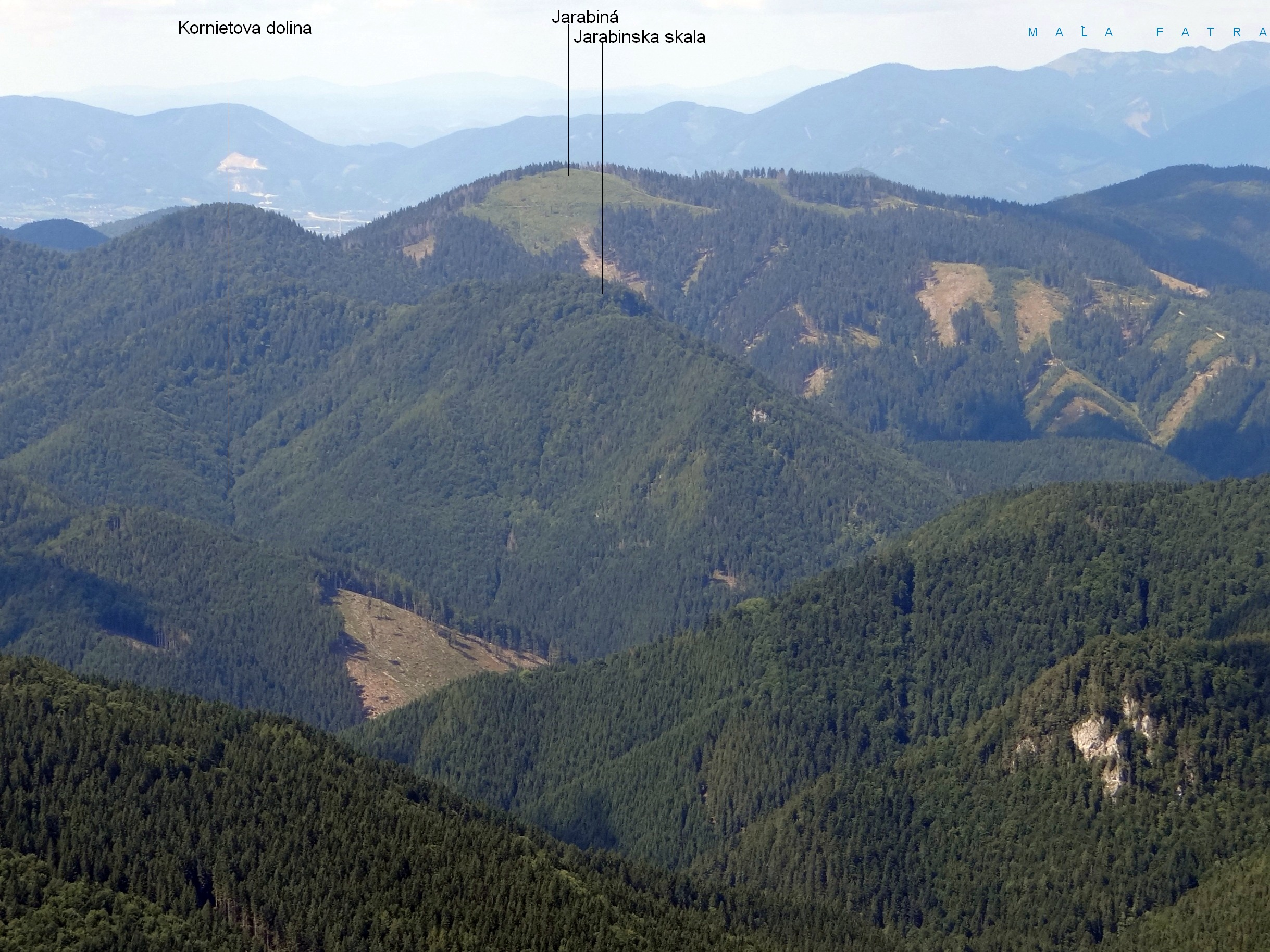
Widok ze szczytu Rakytov

Kornietova dolina – dolina będąca lewym odgałęzieniem Ľubochnianskiej doliny (Ľubochnianska dolina) w Wielkiej Fatrze na Słowacji. Jej prawe zbocza tworzy wschodni grzbiet Malego Lysca (1297 m) oraz Helena, lewe wschodni grzbiet bezimiennego wierzchołka między Malym Lyscem a Jarabiną. Znajduje się w nim Jarabinská skala. Zachodnie zbocza doliny tworzy Ostredkowý grúň – grzbiet łączący Malego Lysca i Javorinę. Dnem Kornietovej doliny spływa potok będący prawym dopływem Ľubochnianki. 
Kornietovą dolinę porasta las, ale wichury spowodowały powstanie wiatrołomów w jej prawych zboczach. Ponadto w dolnej części prawych zboczy znajduje się polana, od czasu gdy zaprzestano jej użytkowania zarastająca lasem. Cała dolina znajduje się w obrębie Parku Narodowego Wielka Fatra, ponadto jej górna część objęta jest dodatkową ochroną – utworzono tutaj rezerwat przyrody Kornietová.
Doliną nie prowadzi żaden szlak turystyczny.